# Conchaspis orchidarum
Conchaspis orchidarum är en insektsart som beskrevs av Mamet 1954. Conchaspis orchidarum ingår i släktet Conchaspis och familjen Conchaspididae. Inga underarter finns listade i Catalogue of Life.